# Gouët (Adelsgeschlecht)
Die Familie Gouët beherrschte die Cinq Baronnies der späteren – und nach ihr benannten – Provinz Perche-Gouët (Montmirail, Authon, La Bazoche, Brou und Alluyes) seit dem 11. Jahrhundert. Der Titel eines Barons oder Grafen von Perche-Gouët wurde jedoch nur selten geführt. Mit der Tochter von Guillaume Gouët IV. starb die Familie im Mannesstamm wohl Ende des 12. Jahrhunderts aus. In weiblicher Linie ging der Besitz im 16. Jahrhundert an Heinrich von Bourbon, den späteren König Heinrich IV. von Frankreich, so dass die Familie Gouët zu den Vorfahren der u. a. in Frankreich und Spanien regierenden Bourbonen gehören.

## Stammliste
1. Guillaume Gouët I. (Gogietus), * um 1025, † vor 1059/60, Seigneur de Montmirail, Authon, La Bazoche, Brou et Alluyes, Comte du Perche-Gouët; ⚭ vor 1059 Mahaut d’Alluyes, Dame de Brou et d’Alluyes, * um 1032,† vor 1079, Tochter von Gautier, Seigneur d’Alluyes
  1. Guillaume Gouët II. Le Vieux, * um 1050, † um 1118; ⚭ Eustachie, wohl Eustachie Crespon, * um 1065, † um 1125, verwandt mit Guillaume, Bischof von Chartres
    1. Guillaume Gouët III. Le Jeune (Mischinus), * vor 1079, † 1119/40, Seigneur de Montmirail et de Château-du-Loir; ⚭ vor 1122 Mabile (Mabel, Eustachia, Richilde), * um 1105, Tochter von Henry Beauclerc, König von England (Haus Plantagenet), und Sibyl Corbet
      1. Guillaume Gouët IV., * um 1125, † 1168/71, Seigneur de Montmirail, Baron du Perche-Gouët, Seigneur d’Alluyes; ⚭ vor 1155 Isabelle/Elisabeth de Champagne-Blois, * um 1130, † nach 1180, Tochter von Graf Theobald II. von Champagne (Haus Blois) und Mathilde von Sponheim, Witwe von Roger, Herzog von Apulien
        1. Mabile/Mathilde Gouët, * 1153, Dame de Montmirail, d’Authon, de La Bazoche, de Brou et d’Alluyes; ⚭ 1169 Hervé III. de Donzy, † 1187, Comte de Gien, Baron de Donzy, Cosne-Cours-sur-Loire, Châtel-Censoir, Gien, Saint-Aignan, Selles-sur-Cher, Romorantin et Vatan, Sohn von Geoffroi III., Seigneur de Donzy (Haus Semur), und Garne de Toucy
          1. Hervé IV. de Donzy († 1222), Herr der fünf Baronien, Graf von Nevers durch seine Ehefrau; ⚭ Mathilde de Courtenay (1188–1257), Comtesse de Nevers, Auxerre et Tonnerre (Haus Frankreich-Courtenay)
          2. Renaud de Montmirail, X 18. April 1205 nach der Schlacht von Adrianopel bei der Verfolgung von Zar Kalojan, Seigneur de Montmirail et d’Alluyes
          3. Marguerite de Donzy, ⚭ um 1168 oder 1190? Gervais II. de Châteauneuf, * um 1150, † nach 1213, Seigneur de Châteauneuf, Brezolles, Senonches, Boussard (bei Senonche)

      2. Eustachie Gouët, † vor 1164; ⚭ (1) Geoffrey de Mandeville, 2. Earl of Essex, † 2. Oktober 1166, getrennt 1158 (Haus Mandeville); ⚭ (2) um 1157/58 Anselme Candavene, † 1174/75, Seigneur d’Encre et de Lucheux, dann Graf von Saint-Pol (Haus Candavene)
      3. Agnès d‘Alluyes

    2. Hugues Gouët, * vor 1079, † vor 1100/16
    3. Robert Gouët, † nach 1116
    4. Mathieu Gouët, † nach 1116
    5. Mathilde Gouët

  2. Hildeburge Gouët; ⚭ Foucher, Seigneur de Fréteval, † 1087, Sohn von Nivelon I., Seigneur de Fréteval, und Ermentrude
  3. Richilde Gouët; ⚭ NN

## Weiterer Erbgang
- Hervé IV. de Donzy, † 1222/23; ⚭ Mahaut de Courtenay, † 1257
- Agnès de Donzy, † 1225; ⚭ (2) Gui de Châtillon, Comte de Saint-Pol, † 1226
- Gaucher de Châtillon, Comte de Nevers, † 1250, und Yolande de Châtillon, Comtesse de Nevers, † 1254; ⚭ Archambault IX. de Bourbon, † 1248
- Mahaut de Bourbon, Comtesse de Nevers, Dame du Perche-Gouët, † 1262; ⚭ Eudes de Bourgogne, † 1266
- Marguerite de Bourgogne, † 1308, Dame des Cinq Baronnies ⚭ Charles d’Anjou, König von Sizilien, † 1285, ohne Nachkommen, und deren Schwester
- Yolande de Bourgogne, † 1331 ⚭ Robert III. von Flandern, † 1322
- Robert von Flandern, Seigneur de Cassel, † 1331; ⚭ 1323 Jeanne de Bretagne, † 1364, Dame de Nogent-le-Rotrou, Tochter von Herzog Arthur II. von Bretagne
- Yolande von Flandern, † 1395, Dame de Cassel et de Nogent-le-Rotrou, Dame des Cinq Baronnies; ⚭ Heinrich IV., Graf von Bar
- Robert I., Herzog von Bar, † 1411; ⚭ 1364 Maria von Frankreich,  † 1404, Tochter von König Johann II. von Frankreich
- Jean de Bar, Seigneur de Puisaye et du Perche-Gouët, X 25. Oktober 1415 in der Schlacht von Azincourt, ohne Nachkommen
- Jeanne de Bar, † 1462, Jeans Großnichte, Tochter von Robert von Bar (X 25. Oktober 1415 in der Schlacht von Azincourt), Comte de Marle et de Soissons, Enkelin von Henri de Bar, † 1397, Jean de Bars älterem Bruder; ⚭ Louis I. de Luxembourg, Graf von Saint-Pol etc., Connétable von Frankreich, † hingerichtet 1475 (Haus Luxemburg-Ligny)
- Jean de Luxembourg, † 1476, Graf von Marle und Soissons, dann dessen Bruder
- Pierre de Luxembourg, † 1482, Graf von Saint-Pol und Brienne, Marle und Soissons; ⚭ Margarete von Savoyen, † 9. März 1484, Tochter von Graf Ludwig von Savoyen und Anne de Lusignan
- Marie de Luxembourg, † 1547, Gräfin von Saint-Pol, Ligny, Marle und Soissons; ⚭ (1) Jakob von Savoyen, Graf von Romont, † 1486; ⚭ (2) François de Bourbon, comte de Vendôme, † 1495
- Charles de Bourbon, duc de Vendôme, † 1537, Graf von Vendôme, Soissons, Marle und Enghien; ⚭ Françoise d’Alençon, † 1550, Tochter von René de Valois, duc d’Alençon
- Antoine de Bourbon, duc de Vendôme, † 1562; ⚭ Jeanne d’Albret, † 1572, Königin von Navarra
- Henri de Bourbon, 1572 König Heinrich III. von Navarra, 1589 König Heinrich IV. von Frankreich